# عبد الرحمن قراعة
الشيخ عبد الرحمن قراعة (1862 - 1939) المفتي السابق للديار المصرية، تولى الإفتاء لمدة سبع سنوات في عهد الملك فؤاد الأول.

## مولده ونشأته
ولد سنة 1862 في أسيوط، وكان والده الشيخ «محمود قراعة» قاضي مديرية أسيوط. حفظ القرآن الكريم وجوده على يد والده ولم يتجاوز التاسعة من عمره، وتلقى العلوم، ثم أرسله والده إلى جامع الأزهر ليتعلم فتتلمذ على يد المشايخ الكبار.
لم تقتصر اطلاعاته على كتب الأزهر، بل كان يطلع على كتب الأدب، والمعاجم اللغوية، فكان من أوائل العاملين على النهوض باللغة العربية، وأصبح من كبار الكتاب والشعراء. ويذكر أن عبده الحامولي تغنى ببعض قصائده.

## مناصبـه
اشتغل بالتدريس في جامع الأزهر، ثم سنحت له فرصة العناية برواية الأحاديث بالأسانيد العالية ومعرفة الرجال وطبقاتهم، وفي سنة 1897م، تقلد منصب الإفتاء بمديرية جرجا. وفي 30 ربيع الآخر سنة 1339 هـ الموافق 9 يناير سنة 1921م، عُين بمنصب مفتي للديار المصرية، وظل يشغل منصب الإفتاء حتى 30 يناير سنة 1928م، وأصدر حوالي 3065 فتوى.